# Plegapteryx grotesca
Plegapteryx grotesca är en fjärilsart som beskrevs av Felix Bryk 1913. Plegapteryx grotesca ingår i släktet Plegapteryx och familjen mätare. Inga underarter finns listade i Catalogue of Life.